# Planificación estratégica

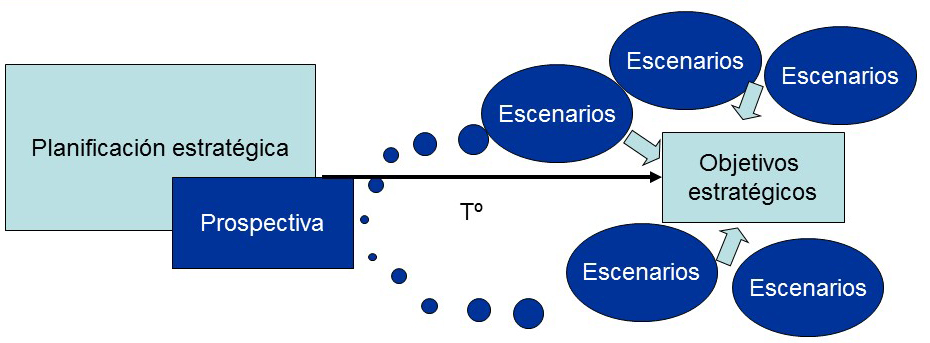
La planificación estratégica y la prospectiva para construir escenarios para alcanzar los objetivos estratégicos.

La planificación estratégica es un proceso sistemático de desarrollo e implementación de planes para alcanzar propósitos u objetivos.  
En el ámbito de los negocios y de la administración de empresas, se usa para proporcionar una dirección general a una compañía (llamada Estrategia empresarial) en estrategias financieras, estrategias de desarrollo de recursos humanos u organizativas, en estrategias de marketing, incluyendo desarrollos de producto y marca, así como programas de promoción y en desarrollos de tecnología de la información, entre otras aplicaciones. Incluye el desarrollo de una visión y misión estratégicas, establecer objetivos e idear una estrategia, son tareas básicas para determinar el rumbo; señalan hacia dónde va una compañía, su propósito, los resultados estratégicos y financieros que se plantea como meta.
La planificación estratégica se aplica, sobre todo, en los asuntos militares (donde se llamaría estrategia militar) y en actividades de negocios.  
También puede ser utilizada en una amplia variedad de actividades, desde las campañas electorales a competiciones deportivas y juegos de estrategia, como el ajedrez. 

## Naturaleza
La planificación estratégica es una herramienta de gestión que permite establecer el qué hacer y el camino que deben recorrer las organizaciones para alcanzar las metas previstas, teniendo en cuenta los cambios y demandas. 
- Características:

1. Tener la capacidad de obtener el objetivo que se desea.
2. Dar a la organización una ventaja en competencias y la organización.
3. Tener una buena conexión con los recursos y el entorno.
4. Debe medirse de acuerdo a los términos de su efectividad.
5. Tener flexibilidad capacidad y dinamismo para adaptarse

La planeación estratégica debe ser de vital importancia para las organizaciones ya que en sus propósitos, objetivos, mecanismos de acción se resume el rumbo y la directriz que toda la organización debe seguir, teniendo como objetivo final, el alcanzar las metas fijadas, mismas que se traducen en crecimiento económico, humano o tecnológico.
Los propósitos y objetivos consisten en identificar cómo eliminar las deficiencias que puedan presentarse en cualquiera de los procesos. Algunos escritores distinguen entre propósitos (que están formulados inexactamente y con poca especificación) y objetivos (que están formulados exacta y cuantitativamente, como marco de tiempo y magnitud de efecto). No todos los autores realizan esta distinción, prefiriendo utilizar los dos términos indistintamente. Cuando los propósitos son utilizados en el área financiera, a menudo se denominan objetivos.
Es necesario identificar los problemas que se enfrentan con el plan estratégico y distinguir de ellos los propósitos que se alcanzarán con dichos planes. Una cosa es un problema y otra un propósito. Uno de los propósitos pudiera ser resolver el problema, pero otro pudiera ser agravar el problema. Todo depende del "vector de intereses del actor" que hace el plan. Entonces la estrategia en cualquier área: militar, negocios, política, social, etc. puede definirse como el conjunto sistemático y sistémico de acciones de un actor orientado a resolver o agravar un problema determinado. Un problema es una discrepancia entre el ser y el deber ser (Carlos Matus), todo problema es generado o resuelto por uno o varios actores.
Las personas, generalmente, tienen varios propósitos al mismo tiempo. La congruencia de los propósitos se refiere a cómo estos se combinan con cualquier otro. ¿Es un propósito compatible con otro?, ¿encajan los dos para formar una estrategia unificada? La jerarquía se refiere a la introducción de un propósito dentro de otro. Existen propósitos a corto plazo, a medio plazo y a largo plazo. Los propósitos a corto plazo son bastante fáciles de obtener, situándose justo encima de nuestra posibilidad. En el otro extremo, los propósitos a largo plazo son muy difíciles, casi imposibles de obtener. La secuencia de propósitos se refiere a la utilización de un propósito como paso previo para alcanzar el siguiente. Se comienza obteniendo los de corto plazo, se sigue con los de medio y se termina con los de largo. La secuencia de propósitos puede crear una escalera de consecución.
Cuando se establece una compañía, los propósitos deben estar coordinados de modo que no generen conflicto. Los propósitos de una parte de la organización deben ser compatibles con los de otras áreas. Los individuos tendrán seguramente propósitos personales. Estos deben ser compatibles con los objetivos globales de la organización.
Una buena estrategia debe:
- Ser capaz de alcanzar el objetivo deseado.
- Realizar una buena conexión entre el entorno y los recursos de una organización y competencia; debe ser factible y apropiada.
- Ser capaz de proporcionar a la organización una ventaja competitiva; debería ser única y sostenible en el tiempo.
- Ser dinámica, flexible y capaz de adaptarse a las situaciones cambiantes.
- Ser medible, en términos de su efectividad.

La planificación estratégica ayuda a la empresa a conseguir sus objetivos para mantenerse vigente, estando siempre al pendiente de sus competencias, tanto externas como internas. Todas las empresas micro, pequeña, mediana o grande deben saber lo que acontece a su alrededor, echando mano de la creatividad, para generar en el cliente eso que otras empresas no han logrado brindar. Anticiparse a lo que la sociedad requiere antes que otro. Planeación y Creatividad deben de ir de la mano siendo complemento ambas. Crear un Plus en el cliente, crear satisfacción más que una compra de productos o servicios. La satisfacción hace que te recomienden y por ende da como consecuencia aumento de ventas y mayor cartera de cliente.

## Características
Es muy importante no confundir las estrategias, con los objetivos estratégicos. 
Las estrategias son los planteamientos que nos servirán para cumplir la misión. Los objetivos estratégicos son los pasos a lograr para cumplir la estrategia y siempre son de largo plazo.
La planificación debe contener los objetivos, qué es lo que se plantea y hacia dónde se quiere llegar. Implica cuestionarse cómo es que logrará hacer sus objetivos y aplicarlos de una forma correcta, ser autocríticos y estar abiertos a la creatividad y tener las ganas de aplicar nuevas ideas. Saber con qué recursos se cuenta y cuáles hacen falta y ante todo estar dispuesto al cambio, saber quiénes integrarán el proceso y qué rol se les asignará dentro del mismo. Conocer la misión y visión de la misma. 
Analizar a la competencia mediante un FODA para una plantación más exitosa, fijar estrategias adecuadas a la empresa, tomar decisiones relevantes para lograr transformaciones más concretas y darle seguimiento para en caso de ser necesario realizar las correcciones pertinentes de la relación entre el ser humano.

### Concepto
La planeación estratégica es, como indica su nombre, la conjunción de dos términos, la planeación o planeamiento y la estrategia.
Al confluir estos términos, el concepto de planeación estratégica está referido principalmente a la capacidad de observación y anticipación frente a desafíos y oportunidades que se generan de las condiciones externas a una iniciativa, proyecto u organización y de su realidad interna o propia. Como ambas fuentes de cambio son dinámicas, este proceso por consecuencia lo es.

#### Atributos
- Proceso continuo, flexible, integral
- Responsabilidad de la directiva
- Participativo
- Pensamiento estratégico-números
- Entorno-organización, proyecto, iniciativa
- Administración estratégica
- Vital, liderado y compartido
- Aprendizaje organizacional

## Planeación
La planeación es un proceso participativo, que no va a resolver todas las incertidumbres, pero que permitirá trazar una línea de propósitos para actuar en consecuencia.
La convicción en torno a que el futuro deseado es posible, permite la construcción de una comunidad de intereses entre todos los involucrados en el proceso de cambio, lo que resulta ser un requisito básico para alcanzar las metas propuestas.
El proceso de planeación debe comprometer a la mayoría de los miembros de una organización, ya que su legitimidad y el grado de adhesión que consiste en el conjunto de los actores dependerá en gran medida del nivel de participación con que se implemente.

### El proceso de planificación
El proceso de planificación, como una de las funciones del ciclo directivo, su importancia, y su tránsito desde la planificación estratégica, la planificación anual hasta la expresión presupuestal.
Se expone a continuación algunas de las definiciones que sobre estos tres tipos de planes (plan estratégico-plan anual-presupuestos), dan algunos autores, así como el vínculo necesario que debe existir entre los mismos.
La planificación es considerada la primera función del ciclo administrativo, está estrechamente ligada a las demás funciones —organización, dirección y control— sobre las que influye y de las cuales se retroalimenta en todo momento y en los diferentes niveles de la organización.
Esta función determina por anticipado cuáles son los objetivos que deben cumplirse y qué debe hacerse para alcanzarlos; por tanto, es un modelo teórico para proyectarse al futuro, comienza por establecer los objetivos y detallar los planes necesarios para alcanzarlos de la mejor manera posible, además, determina a donde se pretende llegar, qué debe hacerse, cómo, cuándo y en qué orden.
En los momentos actuales, la mayor parte de las organizaciones, a nivel mundial, reconoce la importancia de la planificación para su crecimiento y bienestar a largo plazo.
Por eso, la elaboración de los planes estratégicos es considerada una actividad de alto nivel, en el sentido de que la máxima dirección debe participar activamente, ya que tiene la visión y cuenta con la información y el conocimiento necesario para proponerlos. Este proceder facilita el incremento de la eficiencia y elimina en cierta medida la improvisación.
Muchos son los autores que, por la importancia del tema, han conceptualizado sobre el proceso de planificación, así, tenemos:
- Smith (2006) advierte que el término planificación estratégica se considera típicamente como un proceso formal, dilatado, complejo y costoso que se realiza por los ejecutivos de una organización o por una élite —grupo de planificadores—; que sesga su potencialidad como proceso interactivo y participativo.
- Steiner (1983) la define como “el proceso de identificar y establecer los objetivos y metas de una organización”.
- Serna (1994) plantea que es un proceso mediante el cual una organización define su visión de largo plazo y las estrategias para alcanzarlas a partir del análisis de las fortalezas, debilidades, oportunidades y amenazas.
- Contreras (2000) lo define en mayor medida con enfoque de proceso como la determinación de la visión, misión, objetivos, políticas y estrategias de la organización.
- Según García, F. (1994), la estrategia es un conjunto de decisiones coherentes, unificado e integrado, generalmente recogido en un plan formal, que: determina y revela el propósito de la organización en términos de objetivos a largo y corto plazo, programas de acción y prioridades en la asignación de recursos, reconoce los segmentos de negocio donde la organización está operando en la actualidad e identifica los nuevos segmentos donde debería operar en el futuro, intenta alcanzar, en relación con sus competidores una ventaja competitiva sostenible a largo plazo en cada uno de sus negocios, pretende responder a las amenazas y oportunidades que plantea el entorno, y a las fortalezas y debilidades internas de la organización.

En resumen, se define el planeamiento estratégico como aquel proceso mediante el cual una organización establece misión, visión, objetivos y estrategias, sobre la base del análisis del entorno, con la participación del personal de todos los niveles de dicha organización. Las estrategias estarán basadas en el aprovechamiento de los recursos y capacidades de la organización de acuerdo a las fortalezas, debilidades, oportunidades y amenazas detectadas. Es un plan a largo plazo, con enfoque al futuro.

#### Funciones
Orientar a la empresa hacia oportunidades económicas atractivas para ella (y para la sociedad), es decir, adaptadas a sus recursos y su saber hacer, y que ofrezcan un potencial atrayente de crecimiento y rentabilidad. Para lo cual, deberá precisar la misión de la empresa, definir sus objetivos, elaborar sus estrategias de desarrollo y velar por mantener una estructura racional en su cartera de productos/mercados.

## Estrategia
A la planeación estratégica se le puede definir como lo que algunos llaman el arte y ciencia de formular, implantar, dirigir y evaluar decisiones interfuncionales que permitan a la organización llevar a cabo sus objetivos.
Estrategia es la determinación de los objetivos a largo plazo y la elección de las acciones y la asignación de los recursos necesarios para conseguirlos. A. Chandler 
Estrategia es la dialéctica de la empresa con su entorno. H. Ansoff
La estrategia competitiva consiste en desarrollar una amplia fórmula de cómo la empresa va a competir, cuáles deben ser sus objetivos y qué políticas serán necesarias para alcanzar tales objetivos. M. Porter
Planeación es el proceso mediante el cual se analiza la situación externa e interna de la empresa, estableciendo objetivos generales y formulando las estrategias a seguir para lograr los objetivos que se han planteado. Debe ser pensada y realizada por los altos directivos de las empresas que son los que conocen y tienen un nivel más general de la empresa. Abarca a toda la empresa, por lo tanto, todo el personal debe estar comprometido para que la planeación resulte un éxito. La planeación se proyecta a plazos durante los cuales debe de estar en observación para, en caso de ser necesario, hacer las correcciones pertinentes durante el proceso, sin importar la etapa en la que se encuentre. Las correcciones darán más certeza de poder conseguir una planeación estratégica. 

## Planificación estratégica
La planificación estratégica es la provisión y construcción de escenarios futuros, y la determinación de los resultados que se quieren conseguir, analizando el entorno para minimizar riesgos con la finalidad de optimizar los recursos y definir las estrategias que se requieren para lograr el propósito de la organización con una mayor probabilidad de éxito.
Otras conceptualizaciones, a saber:
Ander-Egg
En la planificación estratégica, lo que interesa de manera particular, es la direccionalidad del proceso (mantener el arco direccional para alcanzar determinadas metas y objetivos) y ajustar tanto cuanto sea necesario, y según la intervención de los diferentes actores sociales, la trayectoria del proceso de planificación en su realización concreta.  De este modo, el diagnóstico inicial que implica el proceso, que considera tanto factores internos (de la organización) como externos (ambiente en el que se desenvuelve la institución); con las fortalezas, debilidades, oportunidades y amenazas que cada uno involucra, permite generar un plan acorde con los objetivos que se persiguen de acuerdo con el esquema que el diagnóstico plantea. Sin embargo, y como ya se ha señalado, a pesar de que el diagnóstico involucra variados factores, estos nunca son suficientes ni absolutos, por lo que la incertidumbre es el ambiente base en el que el plan se debe realizar, lo que lo obliga a ser flexible y adaptable.
A partir de estas distinciones, es posible entender las diferencias existentes entre la planificación normativa, que marcó una importante etapa del desarrollo de esta herramienta, y la planificación estratégica.
Hax y Majluf
Estos autores hacen énfasis en la importancia que tiene el contar con el apoyo de las diversas partes que se verán involucradas en el proceso de generación e implementación del plan; razón por la cual la planificación estratégica recalca la importancia de la participación en todo momento como método de involucramiento y de generación de identificación, compromisos y voluntades que en su conjunto permitirán el éxito de la iniciativa Además, estos autores señalan que “el proceso de planificación estratégica es un esfuerzo organizacional bien definido y disciplinado, que apunta a la total especificación de la estrategia de una firma y la asignación de responsabilidades para su ejecución”, lo que indica el carácter central que tiene la planificación como eje de la estrategia que se implementará, ya que es ésta la que entrega los lineamientos fundamentales para la definición de la misión, visión y objetivos que la institución, dentro del esquema señalado, pretende lograr. Hax y Majluf definen los distintos niveles jerárquicos dentro de la organización que participan en el proceso de planificación, diferenciándose unos de otros en el grado de importancia y responsabilidad que cada uno tiene además de, obviamente, las funciones que cada uno desempeña.
De esta manera, la planificación se desarrolla en los niveles corporativo, de negocios y funcional de la organización. A partir de lo anterior, estos autores entienden la planificación estratégica como “un esfuerzo organizacional bien definido y disciplinado, que apunta a la total especificación de la estrategia de una firma y la asignación de responsabilidades para su ejecución”[cita requerida]
Brevemente, se podrían señalar tres modelos metodológicos (esto es decisiones estratégicas) que reflejan concepciones, y que, repercuten de manera diferente en la planificación urbana y social de la gestión de las ciudades:
- Planificación Estratégica Situacional (PES).
- Planificación Participativa y Gestión Asociada - Planificación Intersectorial Participativa y Estratégica (PPGA).
- Planificación Estratégica (PE)

La Planificación Estratégica Situacional (PES)
La Planificación Estratégica Situacional (PES) tiene su origen en la CEPAL, en la planificación centralizada, con mayor vigencia en las décadas de 1960-70.
No se llega a plantear la participación social, ésta no es condición, y los sectores que participan practican situaciones de poder compartido. El diagnóstico es de tipo “situacional”.
El rol y tipo de planificador responde a un cuadro político del Estado capaz de dirigir y orientar las estrategias, y la institucionalidad es la propia del Estado. Los resultados consisten en un proyecto viable. El autor del plan es un planificador, un político-técnico.
Planificación Participativa y Gestión Asociada (PPGA)
Su origen está dado en la educación popular y la preocupación ambiental en el desarrollo, décadas del ´70 y ´80 (UNESCO/UNEP); la participación comunitaria es condición, al igual que la intersectorialidad, la reducción de diferencias, y la simultaneidad. Su diagnóstico es “situacional, dialógico”; el rol de planificador lo realiza un grupo multiactoral mixto (político, técnico, comunitario) y flexible, que articula recursos y trabajos diversos, coautor del Plan. La institucionalidad está construida por acuerdo de actores, obteniendo como resultado un proyecto viable y también la producción de un tejido social activo: una red de planificación.
La Planificación Estratégica (PE)
La Planificación Estratégica (PE) tiene su origen en la Universidad de Boston y en el ámbito de las empresas privadas, en la década de 1990.
La participación de la comunidad se da a través de una consulta institucionalizada y corporativa. Los sectores participan a partir de la agregación de actores locales por temática. El diagnóstico es de tipo tradicional.
El rol y tipo de planificador es un equipo técnico especializado contratado por el gobierno: “emprendedores urbanos”, y en este marco, la institucionalidad está dada por este trabajo tercerizado y legitimado por el Gobierno. Su resultado es un libro de difusión orientado a inversores, cuyo autor es el equipo de expertos.

## Declaración de misión y declaración de visión
Los propósitos y los objetivos a menudo se resumen en una declaración de misión o declaración de visión. Una "declaración de visión" describe en términos gráficos dónde queremos estar en el futuro. Describe cómo la organización o el equipo ve que se van a desplegar los acontecimientos en 15 o 20 años, si todo funciona exactamente como cabe esperar. 
Una "declaración de misión" es similar, salvo en que es algo más inmediato. Detalla qué tipo de programas e iniciativas impulsará la organización para aproximarse a la visión que ha definido. El eslogan de Ford, breve pero poderoso: "La calidad es el trabajo nº 1" es una declaración de misión. Sin embargo, la mayoría de las declaraciones de misión están más detalladas, a menudo describiendo lo que se hará, por quién, para quién, para qué y por qué. Por ejemplo: "Nuestra misión es alcanzar o superar los requerimientos de los usuarios informáticos del área de negocios ofreciendo servicio a nuestros clientes que supere cualquier otro disponible en el área geográfica de XXX, proporcionando a nuestros empleados un entorno estimulante en el que crecer, así como proporcionar a nuestros accionistas un beneficio que esté por encima de la media del sector".
La declaración de visión tiende a ser más gráfica y abstracta que las declaraciones de misión (que tienen a ser más concretas y prospectivas). Una declaración de visión "pinta una escena" de realizaciones ideales en el futuro. Mientras que la declaración de misión proporciona una guía inmediata, una declaración de visión inspira. Un atleta podría tener una visión de subir al podio cuando gana una medalla de oro. Su declaración de visión describiría esta escena.
Una declaración efectiva de visión debe:
- Ser clara y alejada de la ambigüedad
- Dibujar una escena
- Describir el futuro
- Ser fácil de recordar y con la que uno pueda comprometerse
- Incluir aspiraciones que sean realistas
- Estar alineada con los valores y cultura de la organización
- Estar orientada a las necesidades del cliente (si es para una organización de negocios)

Para ser realmente efectiva, una declaración de visión debe ser asimilada dentro de la cultura de la organización y es la responsabilidad del líder comunicar la visión regularmente, crear situaciones que ilustren la visión, actuar como un modelo de rol dándole cuerpo a la misión, crear objetivos a corto plazo que estén orientados hacia la visión.
es planear algo con un proceso de estrategia.

## Consultorías de estrategia
Los planes estratégicos suelen ser implementados mediante los aportes de las consultorías de estrategia.
En este sentido, hay dos categorías de prestadores de estos servicios:
1- Profesionales independientes: Suelen ser graduados de carreras vinculadas a la Administración o Psicología de las Organizaciones, los cuales asisten a las empresas para el desarrollo de los mismos.
El principal beneficio es la agilidad para desarrollarlo y el principal problema es la falta de estructura de estos profesionales para hacer frente a las necesidades complejas de un proceso de este tipo. Por esto, esta alternativa suele ser tomada por empresas de menor porte.
2- Firmas de consultoría: Son organizaciones especializadas en el tema, y dentro de sus tareas se encuentra el diseño y puesta en marcha de estos planes.
El principal beneficio es aprovechar la experiencia y los modelos de trabajo ya probados, así como garantizar una continuidad gracias a contar con una estructura, y el principal problema es que la mayoría no se involucra directamente en el corolario de los resultados sino en el diseño de estos planes solamente (no todas las firmas actúan así, pero sí la mayoría). Esta alternativa suele ser tomada por organizaciones y empresas de mediano porte y de gran porte.
En el siglo XXI el poder lo tiene la información. Es increíble que el gran acceso que hay a la información traiga tantas posibilidades a los individuos y a las organizaciones. Vemos cómo se crean nuevos imperios empresariales en pocos años, pero también cómo otros caen y derrumban la economía. El exceso de información es un arma de doble filo y los beneficios vienen solo para quienes se detengan a pensar y planear estratégicamente. La planeación estratégica es una herramienta que debe tener todo ejecutivo e incluso todo ciudadano de hoy.

## Historia
La planeación estratégica es un proceso fundamental dentro de la administración, con raíces que se remontan a la antigüedad. Civilizaciones como la egipcia, con la construcción de templos y pirámides, y la china, con la edificación de la Gran Muralla, aplicaron principios organizativos y estratégicos para gestionar recursos y alcanzar objetivos a largo plazo. Instituciones como la Iglesia católica también han recurrido históricamente a la planificación estructurada para sostener su expansión global. Sin embargo, su desarrollo moderno se consolidó con la Revolución Industrial, cuando la creciente competencia por materias primas y mercados incentivó la formulación de estrategias empresariales para controlar y optimizar la actividad comercial.
Durante el siglo XX, la planeación estratégica evolucionó desde un enfoque financiero basado en proyecciones hacia modelos más complejos y sistemáticos. En sus inicios, la administración científica, con aportaciones de Frank y Lillian Gilbreth y Henry Gantt, influyó en la gestión del tiempo y los costos, sentando las bases para el análisis estructurado de la estrategia empresarial. Con el auge industrial de mediados del siglo pasado, la planeación estratégica se consolidó como una disciplina clave, especialmente en la década de 1960, cuando el crecimiento económico y la necesidad de estructurar políticas empresariales impulsaron su estudio y aplicación en el ámbito corporativo. Su evolución también estuvo influenciada por modelos de formulación de estrategias derivados de la Segunda Guerra Mundial, donde la previsión y la gestión eficiente de recursos fueron esenciales para la victoria.
Autores clave dieron forma a la planeación estratégica tal como se conoce hoy. Peter Drucker introdujo conceptos fundamentales como la "administración por objetivos" y el "capital intelectual", destacando la importancia de alinear los objetivos individuales con los organizacionales. Alfred Chandler subrayó la necesidad de vincular estructura y estrategia dentro de las empresas, argumentando que la estrategia debe dictar la configuración organizacional. Philip Selznick enfatizó la integración de factores internos y externos, estableciendo la base de la matriz SWOT, mientras que Igor Ansoff desarrolló herramientas esenciales como la matriz producto-mercado y el análisis de la laguna, permitiendo a las empresas evaluar oportunidades y definir direcciones estratégicas.
La teoría neoclásica de la administración, con exponentes como Drucker y Koontz, consolidó la relación entre la planeación estratégica y los objetivos corporativos. En años posteriores, autores como Sallenave (1997) ampliaron el análisis mediante la identificación de variables estratégicas clave. Diferentes enfoques contemporáneos han definido la planeación estratégica como un proceso de previsión del futuro (Fuentes y Luna, 2011), formulación de ventajas competitivas (Suárez y Altahona, 2009) y adaptación eficaz a entornos cambiantes (Scott, 2008). Asimismo, estudios recientes resaltan la relevancia del sujeto que toma decisiones estratégicas (Serna, 2008), la importancia de la formalización del proceso en la toma de decisiones (Bryson, 2000) y su impacto en la competitividad global.
En la década de 1970, la planeación estratégica se fortaleció con la incorporación de herramientas avanzadas de previsión, estudios como el análisis PIMS (Profit Impact of Market Strategy) y modelos como el ciclo de vida del producto. Estos avances contribuyeron a consolidar la planeación estratégica como una disciplina esencial para la gestión empresarial, permitiendo a las organizaciones mejorar su desempeño en mercados dinámicos y altamente competitivos. Posteriormente, con la globalización y el avance tecnológico, la planeación estratégica se ha vuelto aún más crucial, integrando metodologías como el pensamiento sistémico, la inteligencia de negocios y el análisis de big data para mejorar la toma de decisiones y la formulación de estrategias a largo plazo.